# 화평반점
화평반점(중국어: 和平饭店)은 중화인민공화국 상하이에 위치한 건축물이다.